# Вивиан Уестууд
Дейм Вивиан Уестууд (на английски: Dame Vivienne Isabel Westwood) е моден дизайнер от Великобритания. Рожденото ѝ име е Вивиан Изабел Суайър. Тя популяризира стиловете пънк и ню уейв за масовата публика.